# 東みよし町立昼間小学校
東みよし町立昼間小学校（ひがしみよしちょうりつ ひるましょうがっこう）は、徳島県三好郡東みよし町昼間にある公立小学校。

## 概要
- 金曜日朝のチャレンジタイムに新聞記事の視写や記事の内容についての問題に取り組んでいる[1]。
- 6年生の帰りの会で、その日の日直が、新聞を使った1分間スピーチをしている[1]。

## 沿革
- 1874年（明治7年）- 敷地小学校、昼間小学校、東昼間小学校を設立
- 1886年（明治19年）- 3校を合併して現在地に昼間尋常小学校を創立
- 1893年（明治26年）- 昼間尋常高等小学校と改称
- 1925年（大正14年）- 昼間町立昼間尋常高等小学校と改称
- 1932年（昭和7年）- 昼間尋常高等小学校と改称
- 1941年（昭和16年）- 昼間町昼間国民学校と改称
- 1947年（昭和22年）- 昼間町昼間小学校と改称
- 1954年（昭和29年）- 校歌制定
- 1955年（昭和30年）- 三好町昼間小学校と改称
- 1962年（昭和37年）- 校章・校旗制定
- 1967年（昭和42年）- 鉄筋コンクリート建南校舎完成
- 1969年（昭和44年）- 三好町立昼間小学校と改称
- 1971年（昭和46年）- プール完成
- 1981年（昭和56年）- 鉄筋コンクリート建北校舎完成
- 1982年（昭和57年）- プール完成
- 1987年（昭和62年）- 体育館新築
- 1988年（昭和63年）- 創立100年事業（記念誌の発刊・校門前北庭園の完成・記念碑の完成）
- 2006年（平成18年）3月1日 - 三好町・三加茂町が町村合併で東みよし町となり、東みよし町立昼間小学校と改称
- 2012年（平成24年）- 南校舎耐震工事完了

## 校訓
- 清く
- 高く

## 通学区域
- 昼間、東山[2]

## 進学先中学校
- 東みよし町立三好中学校[2]